# Deu gossos nobles
Deu gossos nobles (xinès tradicional: 駿犬圖, xinès simplificat: 郎世宁) és una sèrie de pintures, en deu rotlles verticals, que representen els gossos de l'emperador Qianlong. Creades pel pintor missioner de la cort Giuseppe Castiglione (pinyin: Lang Shinin) a partir del 1747. Actualment aquestes pintures es conserven a la col·lecció del Museu del Palau Nacional de República de la Xina.

## Context
Els gossos que es van convertir en subjectes d'aquesta sèrie van ser presentats a l'emperador Qianlong en honor de l'inici de l'any zodiacal del gos per part dels oficials de la cort. Nou d'ells –un grup local de llebrers (probablement sitsyuan), són semblants a les races modernes llebrer anglès, sloughi i whippet. El darrer representa a un Mastí tibetà. La majoria d'aquests gossos van rebre el nom de criatures mítiques (Lleopard Groc, Tigre tacat, Drac Negre, i el Mastí va rebre el sobrenom de Lleó Celestial). Giuseppe Castiglione es va fer famós a la cort per la seva obra animalisita, en particular, obres que representen cavalls, inclosa l'obra monumental " Cent cavalls ", a la vista de la qual l'emperador el va nomenar pintor en cap de la cort. Segons els registres, l'artista va rebre l'encàrrec de crear aquests retrats de gossos el 1747.

## Descripció
Les cal·ligrafies en xinès (sinogrames), mongol i manxú, esmenten els noms dels gossos i el seu propietari original, i apareixen a cadascun dels rotlles. Per exemple, Sanhe va introduir un gos anomenat "Leopard Vermell-Groc". El gos del corró mira la màquia de paulownies. També observem la presència de flors de magrana i crisantems. Com en altres obres seves, Giuseppe Castiglione combina en aquesta sèrie elements de la pintura tradicional xinesa i del realisme europeu. La manera de retratar figures d'animals és precisa en tots els detalls, per exemple, en els ulls, i la pell de diferents tons. Els detalls del fons es representen d'una manera més decorativa i simplificada. Es suggereix que altres artistes poden haver-hi treballat a causa de les diferències en l'estil de pintura en el rerefons d'aquesta sèrie d'obres. 

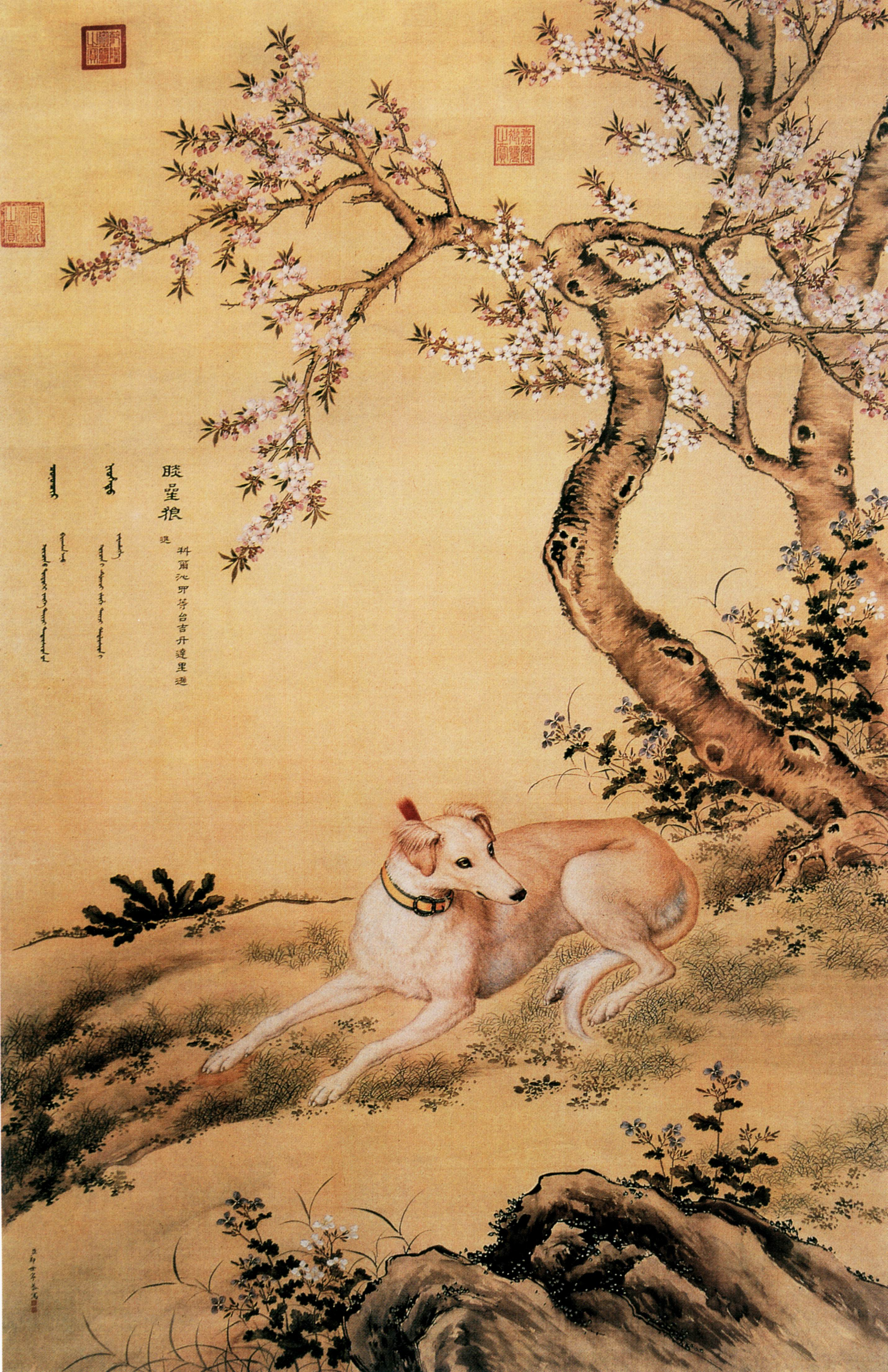
Pinyin: Shanxing. xinès simplificat: 睒 星 狼 (llebrer xinès)
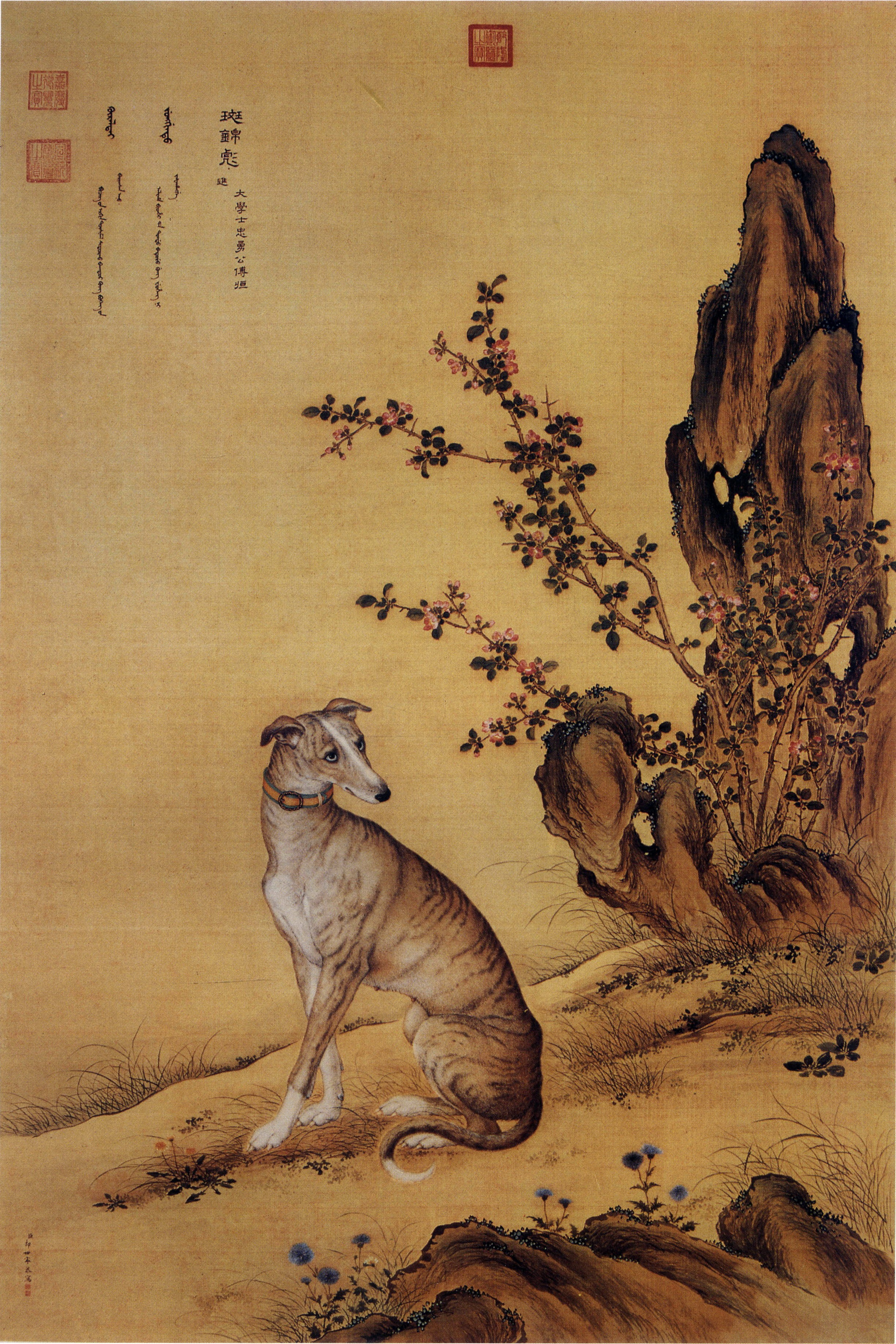
Pinyin: Banjinbiao. xinès simplificat: 斑 锦 彪 (llebrer xinès)
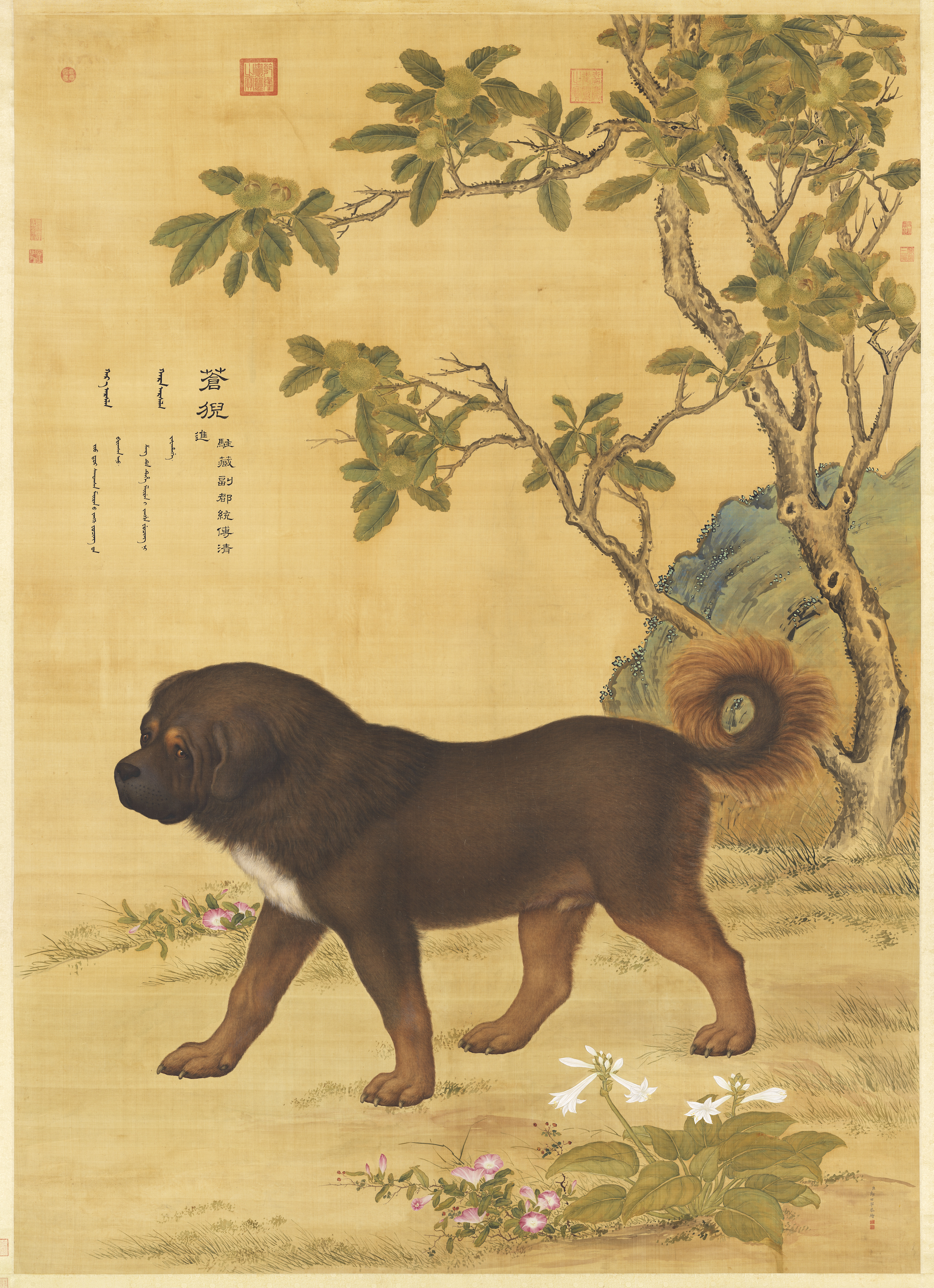
Pinyin: Cangni. xinès simplificat:苍 猊 (mastí tibetà)
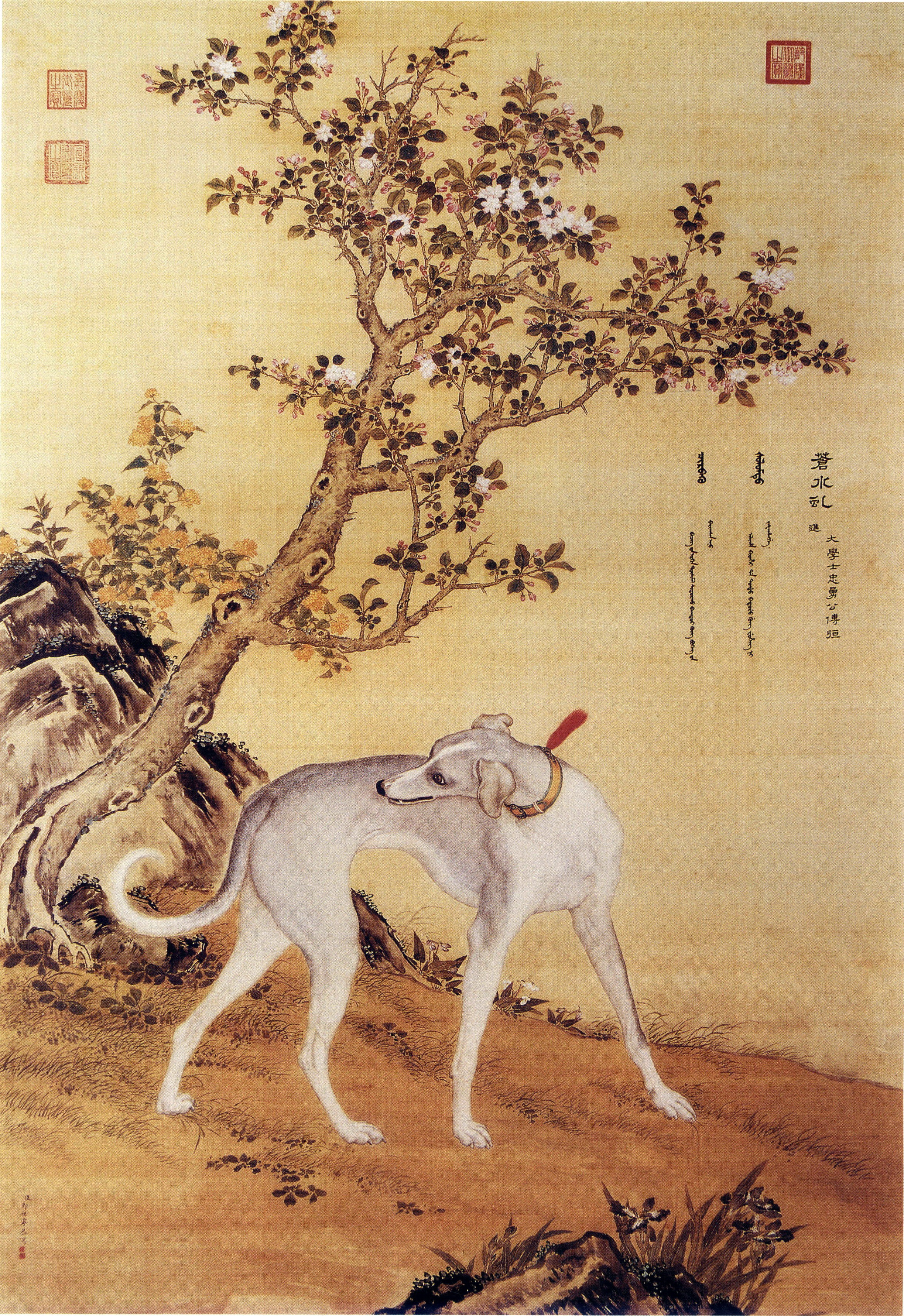
Pinyin: Cangshuiqiu. xinès simplificat: 苍 水 虬 (llebrer xinès)
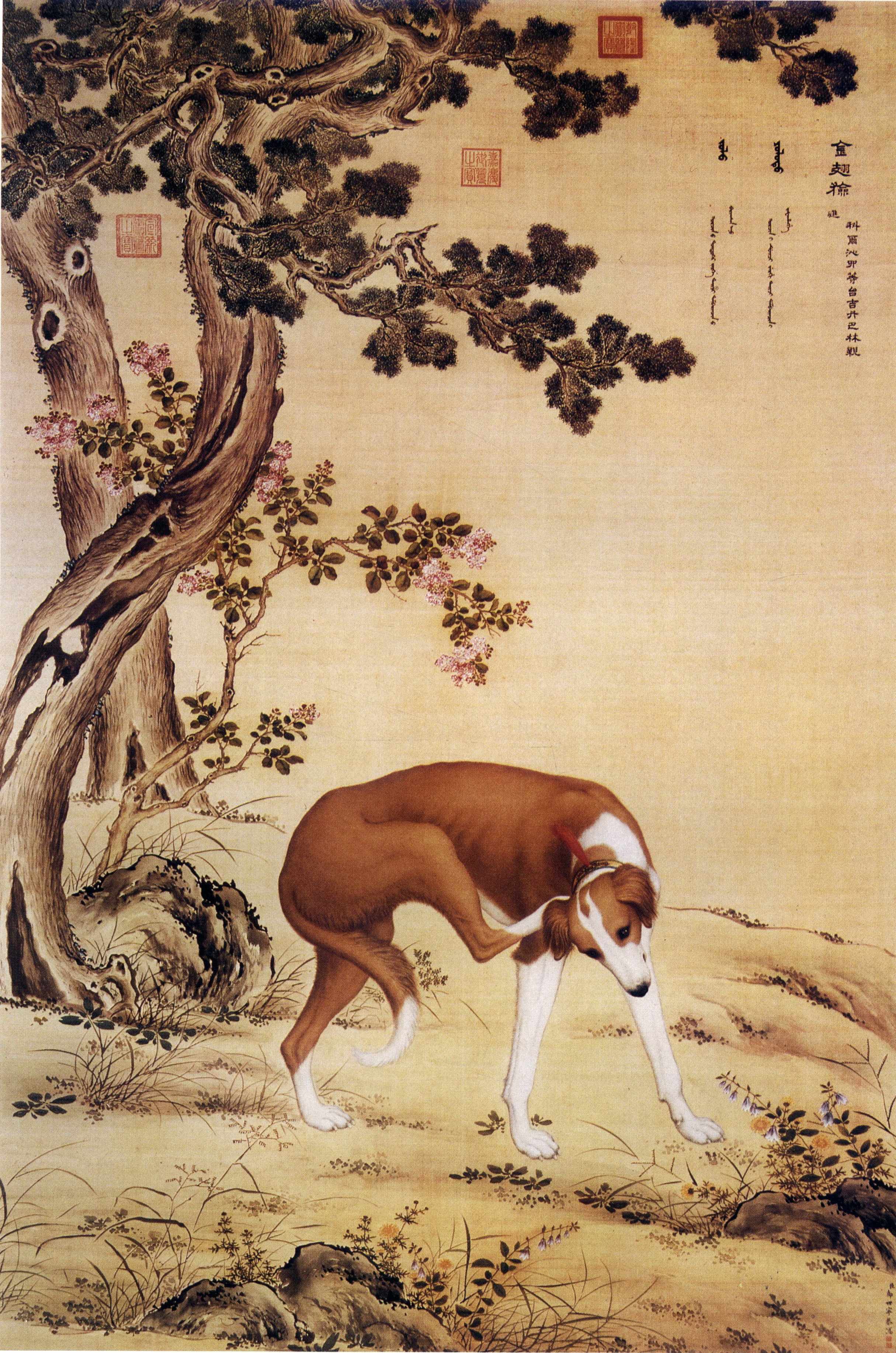
Pinyin: Jinchixian. xinès simplificat: 金 翅 猃 (llebrer xinès)
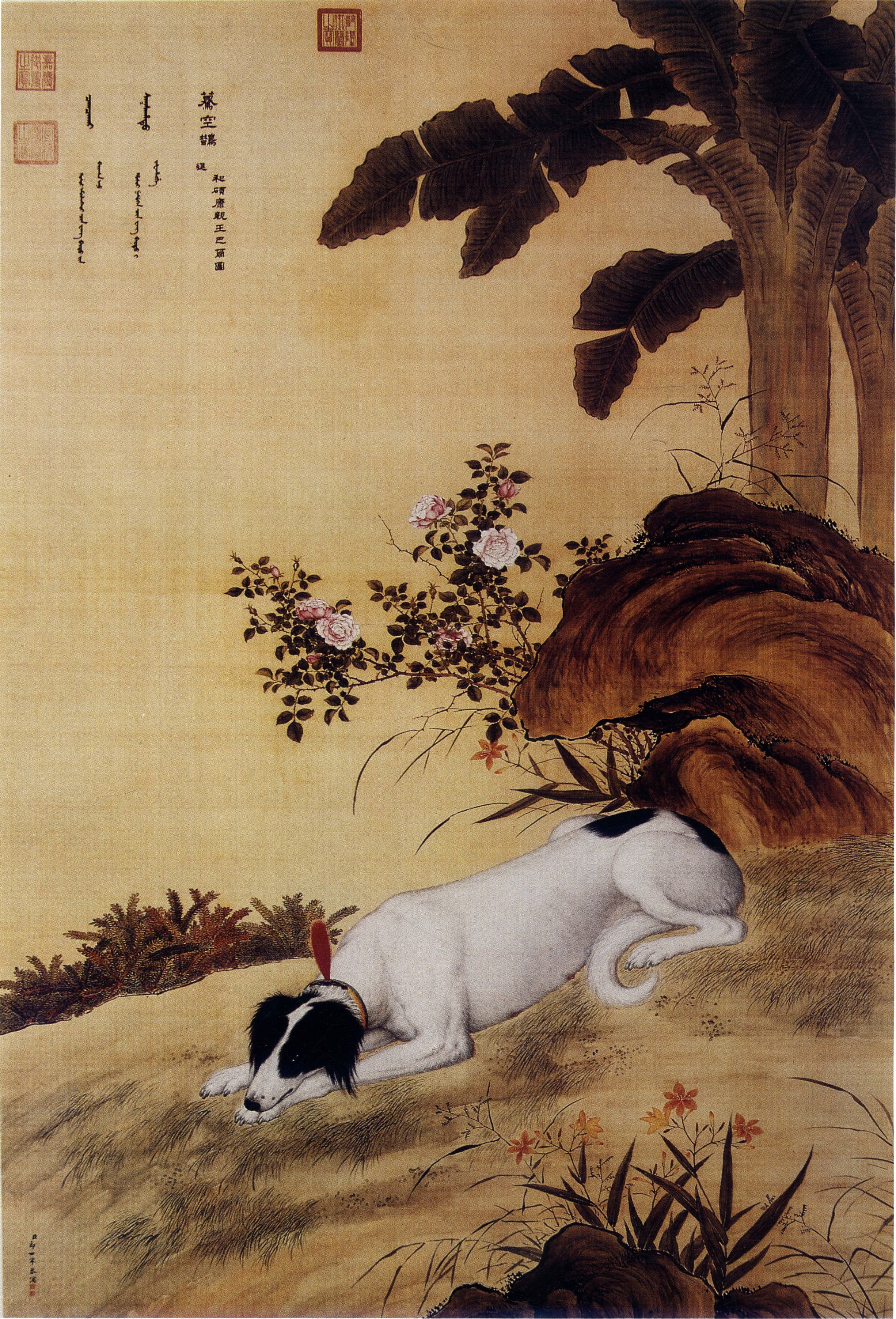
Pinyin: Mukongque. xinès simplificat: 蓦 空 鹊 (llebrer xinès)
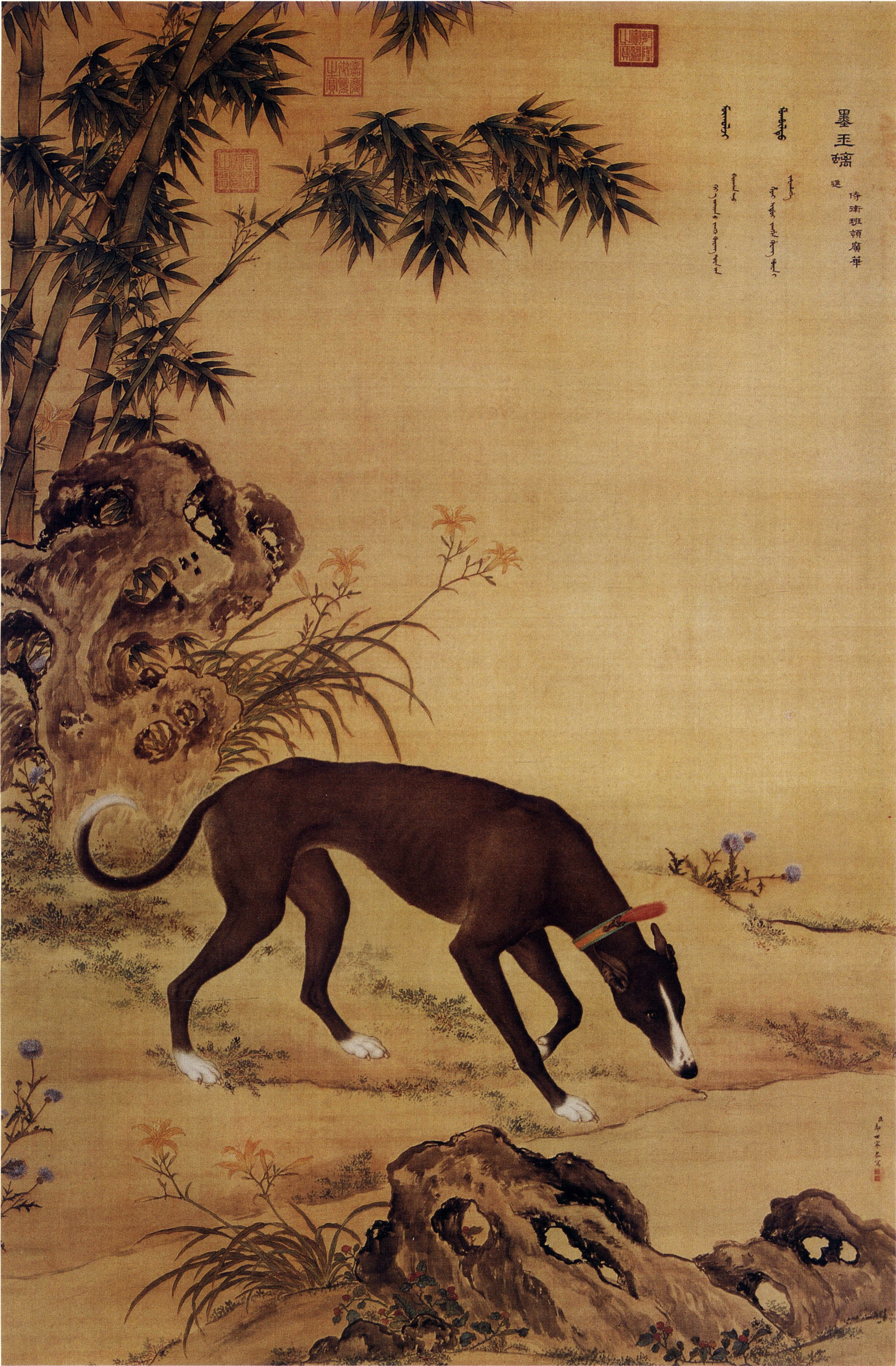
Pinyin: Moyuli. xinès simplificat: 墨玉 璃 (llebrer xinès)
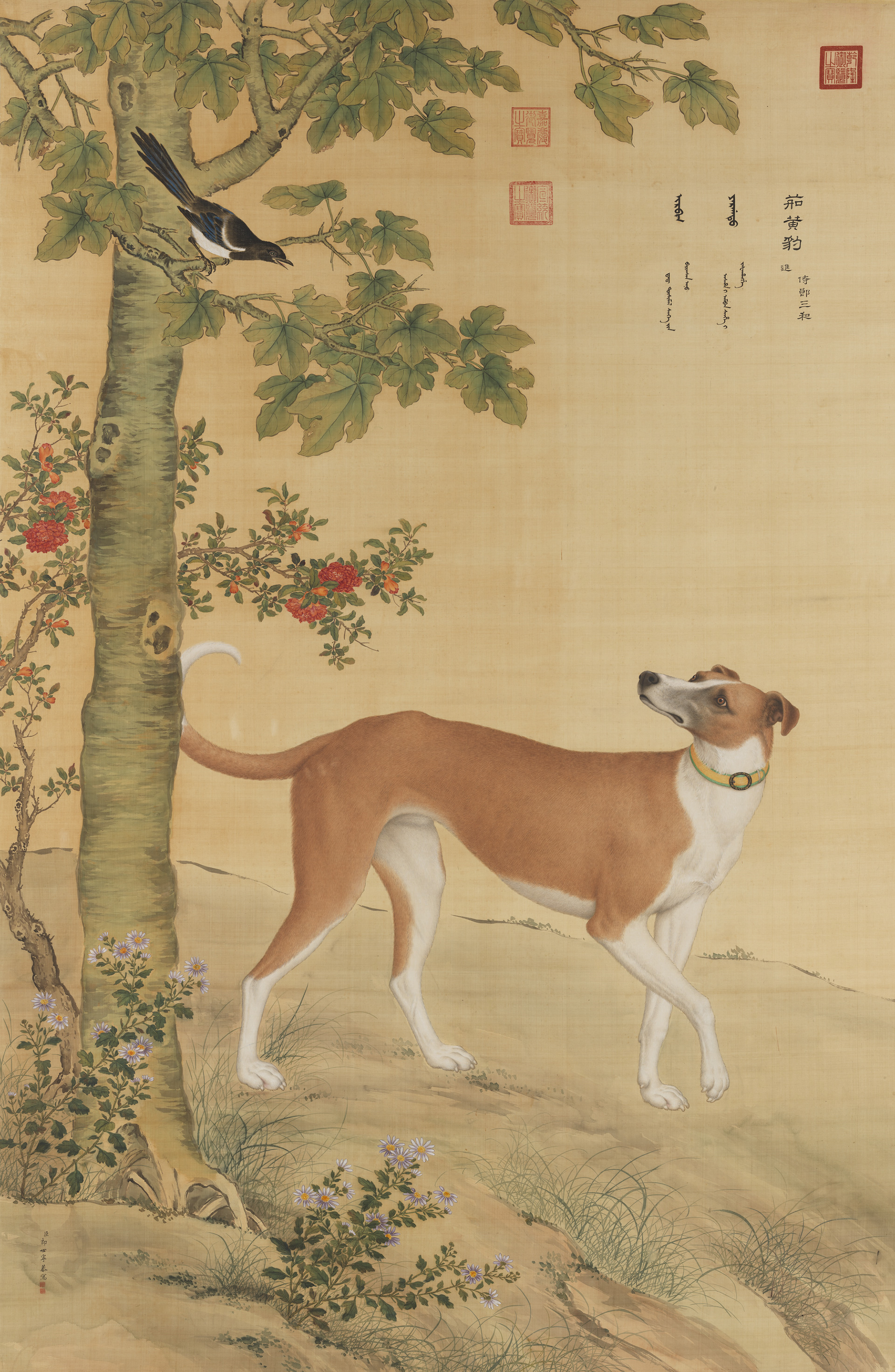
Pinyin: Tawny - Llepoard groc. xinès simplificat: 郎氏畫犬，其他畫家繪景. 所绘犬，侍郎三和进 (llebrer xinès)
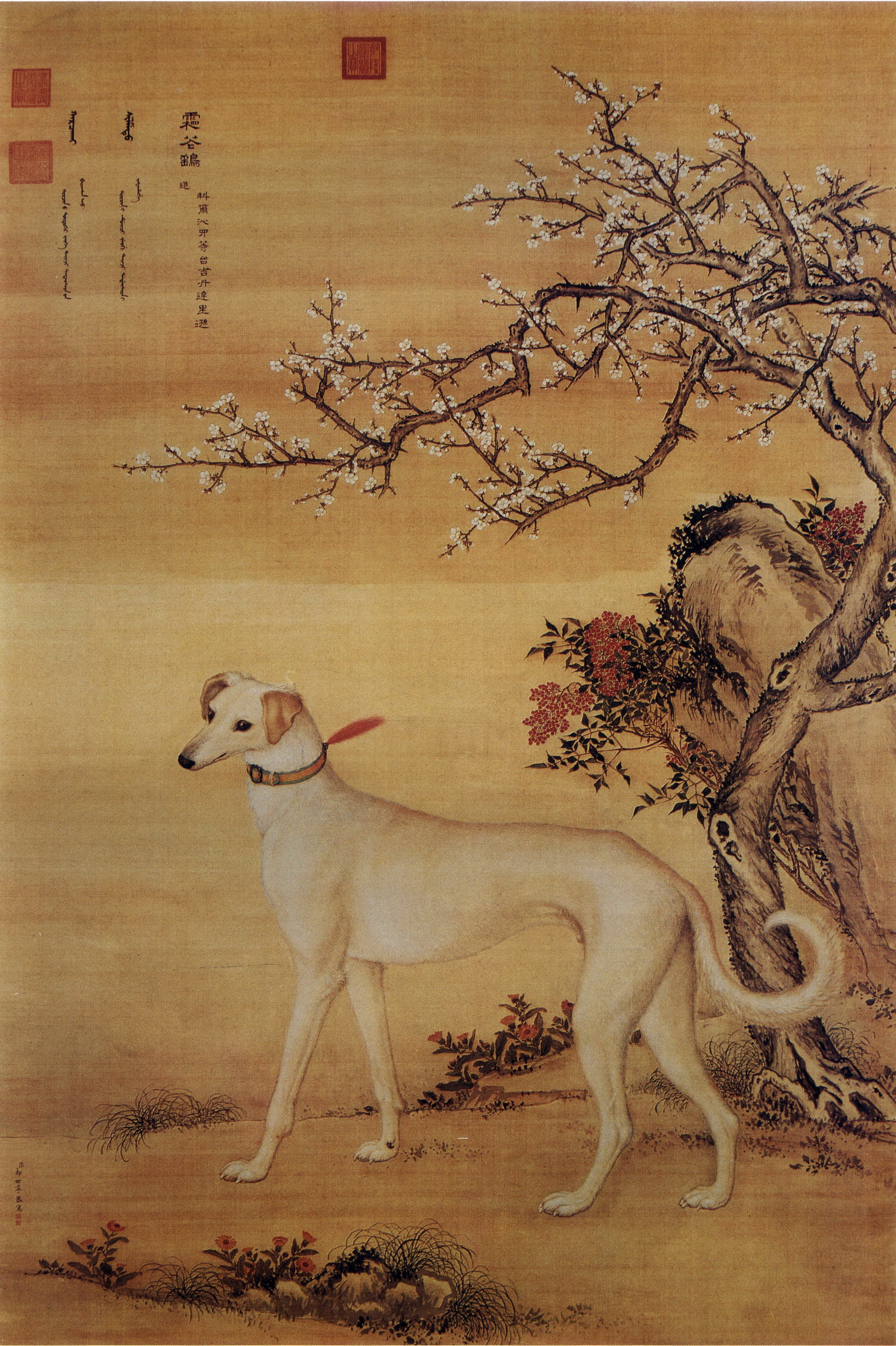
Pinyin: Shuanghuayao. xinès simplificat: 霜花 鹞 (llebrer xinès)
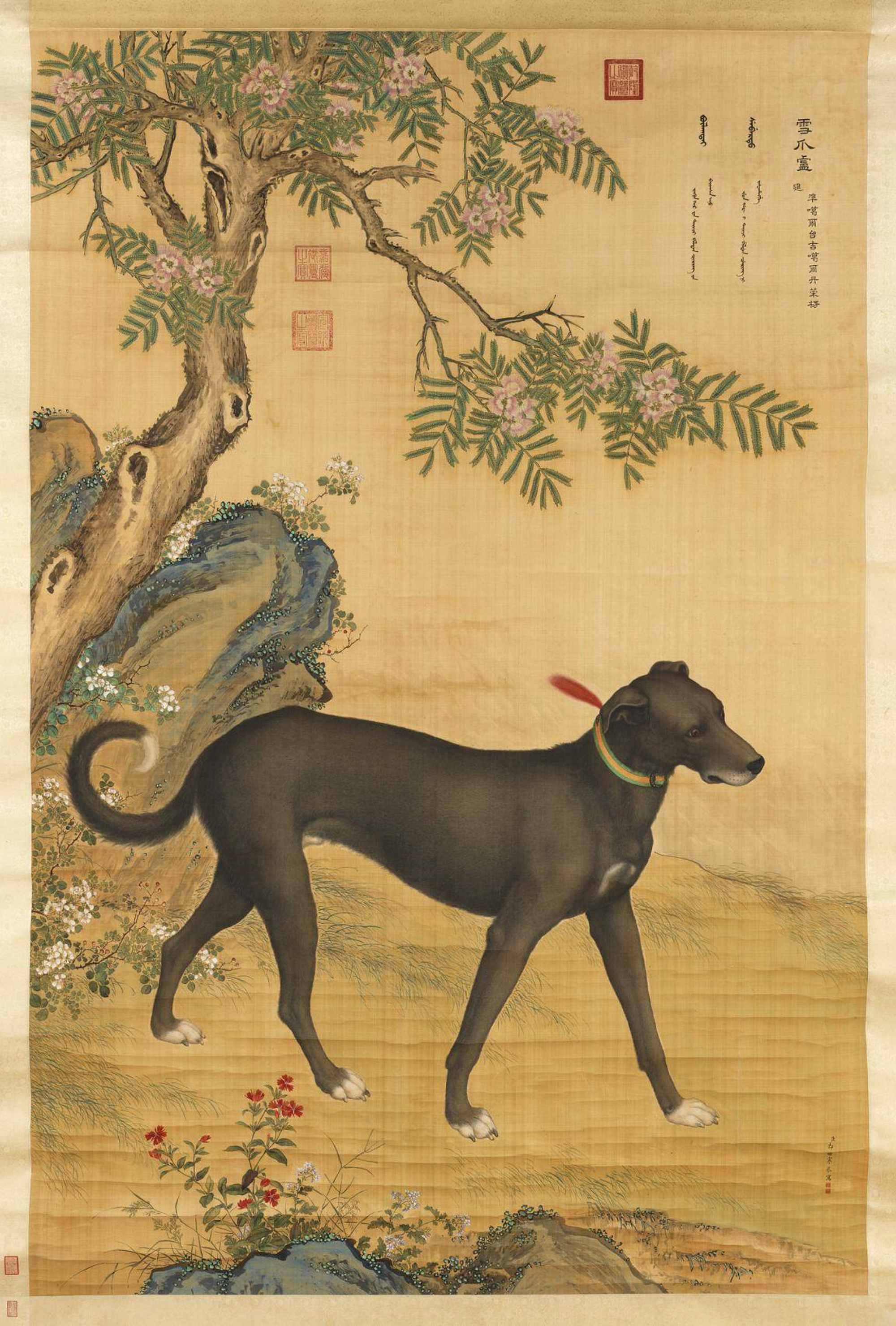
Pinyin: Xueluzhua. xinès simplificat: 雪 爪 卢 (llebrer xinès)

## Influències posteriors
La sèrie amb gossos i altres obres de Castiglione va influir en l'obra del famós artista xinès contemporani Ai Weiwei. A principis del 2018, l'escultor xinès Chow Hanyu va crear figuretes de porcellana per a gossos inspirades en aquesta sèrie. Tots els gossos que es recreen se situen en les mateixes posicions en els rotlles. El 1971 i el 1972, aparegueren imatges d'aquesta sèrie en segells xinesos.

## Destí de les pintures
Actualment, els deu quadres es conserven entre la col·lecció del Museu del Palau Nacional de República de la Xina.